# Caryocar coriaceum
Caryocar coriaceum är en tvåhjärtbladig växtart som beskrevs av Max Carl Ludwig Wittmack. Caryocar coriaceum ingår i släktet Caryocar och familjen Caryocaraceae. IUCN kategoriserar arten globalt som starkt hotad. Inga underarter finns listade i Catalogue of Life.

## Bildgalleri

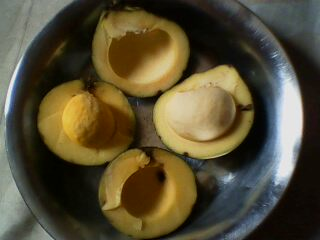